# Ludwig Preller
Ludwig Preller (Hamburgo, 15 de septiembre de 1809 - Weimar, 21 de junio de 1861) fue un filólogo y anticuario alemán.
Nacido en Hamburgo, estudió en Leipzig, Berlín y Gotinga. En 1838 fue elegido para el profesorado de filología en la Universidad de Dorpat, cargo del que dimitiría en 1843. Tras esto pasó un tiempo en la península itálica, regresando a Jena en 1844, donde se convirtió en profesor en 1846. Al año siguiente aceptó el cargo de bibliotecario principal en Weimar.
Sus trabajos principales son: Demeter und Persephone (1837), Griechische Mythologie (1854-1855) y Römische Mythologie (1858). También colaboró con Heinrich Ritter en la preparación de una Historia philosophiae graecae et romanae ex fontium locis contexta (1838).
Contribuyó enormemente a la Allgemeine Encyklopädie de Johann Samuel Ersch y Johann Gottfried Gruber, y a la Realencyclopädie der classischen Altertumswissenschaft de August Pauly.

## Obras principales
- Demeter und Persephone. Ein Cyclus mythologischer Untersuchungen. 1837.
- Con Heinrich Ritter: Historia philosophiae Graecae et Romanae ex fontium locis contexta. 1838.
- Polemonis Periegetae fragmenta. Leipzig. 1838.
- Dado Regionen der Stadt Rom. Jena. 1846.
- Carl Otto v. Madai zur Erinnerung Un ihn für seine Freunde. Leipzig: Breitkopf und Härtel. 1850.
- Griechische Mythologie (en alemán). Leipzig: Weidmannsche Buchhandlung. 1854.
- Römische Mythologie (en alemán). Berlín: Weidmannsche Buchhandlung. 1858.